# Aceste bellidifera
Aceste bellidifera is een zee-egel uit de familie Schizasteridae.
De wetenschappelijke naam van de soort werd in 1877 gepubliceerd door Charles Wyville Thomson.